# Achryson
Achryson är ett släkte av skalbaggar som ingår i familjen långhorningar.

## Arter
- Achryson chacoense Di Iorio, 2003
- Achryson foersteri Bosq, 1953
- Achryson immaculipenne Gounelle, 1909
- Achryson jolyi Monne, 2006
- Achryson lineolatum Erichson, 1847
- Achryson lutarium Burmeister, 1865
- Achryson maculatum Burmeister, 1865
- Achryson maculipenne (Lacordaire, 1869)
- Achryson meridionale Martins, 1976
- Achryson peracchii Martins, 1976
- Achryson philippii Germain, 1897
- Achryson pictum Bates, 1870
- Achryson quadrimaculatum (Fabricius, 1792)
- Achryson surinamum (Linnaeus, 1767)
- Achryson undulatum Burmeister, 1865
- Achryson unicolor Bruch, 1908
- Achryson uniforme Martins & Monné, 1975